# Ceticum flórajárás
A Ceticum flórajárás (zittaui, avagy rozáliai flórajárás) a kelet-alpi flóravidék egyik, Ausztriából hazánkba is átnyúló flórajárása. Nevét az osztrák Zittau városáról kapta. Magyarország nyugati határszélén az Alpokalja két kistája:
- Soproni-hegység,
- Kőszegi-hegység

növényzetét soroljuk ebbe a flórajárásba.
Leginkább a patakparti égerligetekben találjuk meg a flóra magashegyi-alpesi elemeit:
- struccpáfrány (Matteuccia struthiopteris),
- havasi éger (Alnus viridis),
- osztrák zergevirág (Doronicum austriacum)
- erdei zsurló (Equisetum sylvaticum),
- fehér acsalapu (Petasites albus),
- szőrös baraboly (Chaerophyllum hirsutum).

A láprétek jellemző növénye az európai zergeboglár (Trollius europaeus).
A Kőszegi-hegység szerpentinit kibúvásain, a sziklagyepeken igazi alpesi bennszülött faj az osztrák tarsóka (Thlaspi goesingense).
A mészkerülő tölgyesek jellemző növénye az áfonya- és korpafűfajok mellett a hegyi lednek (Lathyrus montanus).
A hegyi aranyzabos rétek (Geranio-Trisetetum flavescentis) védett díszei:
- európai zergeboglár (Trollius europaeus),
- fehér sáfrány (Crocus albiflorus) (csak a Kőszegi-hegységben),
- árnika (Arnica montana),
- havasalji tarsóka (Thlaspi alpestre),
- narancsszínű aggófű (Senecio aurantiacus).

Az erdei fenyvesekre és mészkerülő lombos erdőkre jellemző növények:
- kapcsos korpafű (Lycopodium clavatum),
- lapos korpafű (Lycopodium complanatum),
- hegyi páfrány (Lastraea limbosperma),
- erdei bordapáfrány (Blechnum spicant),
- buglyos páfrány (Phegopteris connectilis),
- fecsketárnics (Gentiana asclepiadea),
- fekete áfonya (Vaccinium myrtillus),
- csarab (Calluna vulgaris),
- kereklevelű körtike (Pyrola rotundifolia),
- zöldes körtike (Pyrola chlorantha),
- kis körtike (Pyrola minor),
- egyvirágú körtike (Moneses uniflora),
- havasi éger (Alnus viridis),
- avarvirág (Goodyera repens) – ez egy korhadéklakó orchidea.

A jegenyefenyős bükkösök extrazonális helyzetű, töredékes állományok. Jellemző fenyőfajaik:
- közönséges lucfenyő (Picea abies),
- közönséges vörösfenyő (Larix decidua)
- közönséges jegenyefenyő (Abies alba).

A gyertyános-tölgyesekben és bükkösökben tűnik fel az erdei ciklámen (Cyclamen purpurascens).